# Anatolanthias apiomycter
Anatolanthias apiomycter là loài cá biển duy nhất thuộc chi Anatolanthias trong họ Cá mú. Loài này được mô tả lần đầu tiên vào năm 1990.

## Phân bố và môi trường sống
A. apiomycter có phạm vi phân bố ở Đông Nam Thái Bình Dương. Loài cá này được phát hiện dọc theo khu vực sống núi Nazca; chúng sống ở độ sâu khoảng từ 100 đến 168 m